# Kedungwuluh Kidul
Kedungwuluh Kidul is een bestuurslaag in het regentschap Banyumas van de provincie Midden-Java, Indonesië. Kedungwuluh Kidul telt 2141 inwoners (volkstelling 2010).